# Kinesisk astronomi

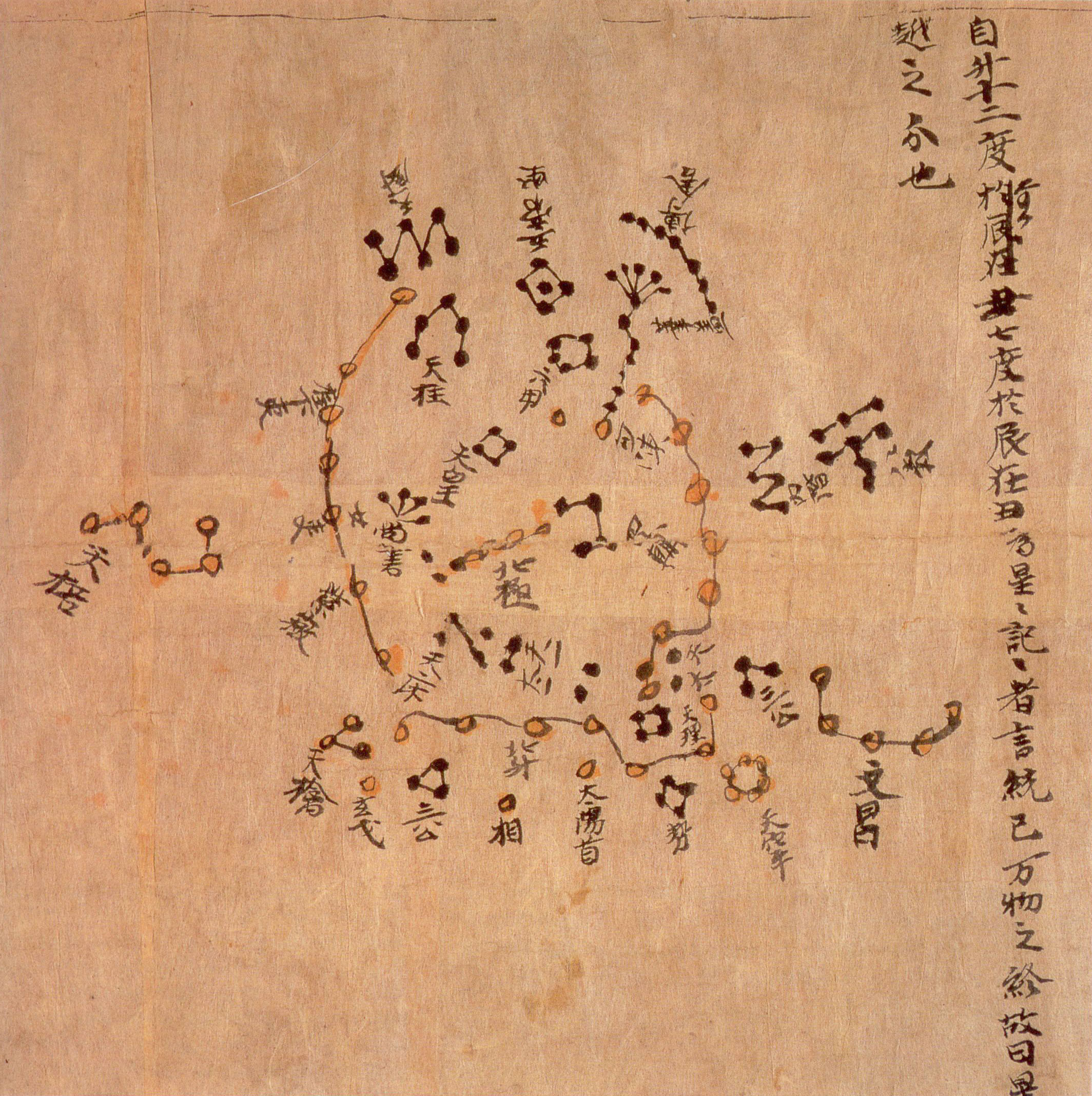
Dunhuangkartan från Tangdynastin. Denna karta tros härstamma från Kejsare Zhongzong av Tangdynastins regim (705-710). Den hittades i Dunhuang, Gansu. Hela samlingen kartor innehöll 1 300 stjärnor.

Kinesisk astronomi har en mycket lång historia och brukar räknas till en av de stora aktörerna i astronomins utveckling. Redan på orakelben från Shangdynastin (1000-talet f.Kr.) noterades förmörkelser och supernovor. Detaljerade förteckningar över astronomiska observationer sparades från omkring 500-talet f.Kr. fram till introduktionen av den västerländska astronomin och teleskopet på 1500-talet. Astronomin i Kina ändrades i grunden av kontakten med den europeiska astronomin, både på gott och ont. Idag är Kina fortsatt en mycket aktiv aktör inom astronomin, med många observatorier och ett eget rymdprogram

## Tidig historia

### Orsaker till tidiga astronomiska observationer
En av de viktigaste funktionerna som den tidiga astronomin hade var att mäta och dokumentera tiden. Kineserna använde en lunisolarkalender, men eftersom solens och månens cykler är olika var man tvungna att använda interkalation för att få kalendrarna att stämma.
Den kinesiska kalendern sågs som en symbol för en dynasti. När dynastier uppstod och föll förberedde astronomer och astrologer ofta en ny kalender, med observationer utförda i detta syfte.
Astrologisk divination var också en viktig del av astronomin. Astronomerna noterade noggrant "gäststjärnor" som plötsligt uppstod bland de fixerade stjärnorna. Supernovan som skapade Krabbnebulosan år 1054 är ett exempel på en gäststjärna som observerades av kinesiska astronomer, och noterades även av de arabiska astronomerna, men den noterades inte av deras europeiska kollegor. Gamla astronomiska noteringar av fenomen som supernovor och kometer har ibland visat sig användbara i moderna astronomiska studier.

## Kinesiska stjärnbilder

### De kinesiska stjärnbildernas historia
Under det tidiga 1980-talet upptäcktes en grav vid Xishuipo (西水坡) i Puyang, Henan. Där fanns ett antal musselskal och ben som skapade bilder av den Blå draken, den Vita tigern och Karlavagnen. Det anses att graven hör till den neolitiska tidsåldern för omkring 6 000 år sedan. Stjärnnamn relaterade till de 28 månfashusen (二十八宿) hittades på orakelben som har daterats till Wu Ding-perioden för ungefär 3 200 år sedan.
År 1978 grävdes en lackerad ask ut från Zeng Hou Yins grav i Suixian, Hubei. Namnen av de 28 månfaserna täckte locket på asken, vilket bevisar att klassifikationssystemet användes före 433 f.Kr.. Eftersom månfashusen har en så gammal historia har betydelsen av de flesta av namnen förlorats. Värre än så består varje namn av bara ett kinesiskt ord och betydelsen av detta skulle ha varierat genom historien. Vad namnen egentligen avser är därför fortfarande en öppen fråga.
Vid sidan om de 28 månfashusen är de flesta stjärnbilderna baserade på arbeten av Shi Shen och Gan De, som var astrologer under perioden De stridande staterna (481 f.Kr. - 221 f.Kr.) i Kina. Under den sena Mingdynastin introducerade vetenskapsmannen och matematikern Xu Guangqi (1562 - 1633 e.Kr.) ytterligare 23 stjärnbilder som befinner sig på himlen vid sydpolen, baserade på stjärnkataloger från västvärlden.

## Stjärnkataloger och kartor

### Stjärnkataloger
Under 300-talet f.Kr. skapade Shi Shen och Gan De de första kända kinesiska stjärnkatalogerna.
| Författare | Översatt namn                    | Kinesiskt namn | Pinyin           |
| ---------- | -------------------------------- | -------------- | ---------------- |
| Shi Shen   | Shi Shen-astronomi               | 石申天文       | Shi Shen tienwen |
| Gan De     | Astronomiska stjärnobservationer | 天文星占       | Tianwen xingzhan |

Dessa böcker tros ha överlevt fram till 500-talet men har sedan dess gått förlorade. Ett antal böcker inspirerade av dessa har liknande namn men dessa texter bör inte blandas ihop med de ursprungliga katalogerna. Nämnvärda verk som bidrog till att bevara innehållet inkluderar:
| Författare     | Översatt namn                                      | Kinesiskt namn | Pinyin                      | Kommentarer |
| -------------- | -------------------------------------------------- | -------------- | --------------------------- | --- |
| Ma Xian (馬顯) | Mästarna Gan och Shis stjärnmanual                 | 甘石星經       | Gan Shi Xingjing            | Trots att boken krediterar Shi och Gan skapades verked cirka 579 e.Kr. som ett appendix till en kalendrisk avhandling. |
|                | Jins bok                                           | 晉書           | Jin shu                     | I de astronomiska kapitlen av texten |
|                | Suis bok                                           | 隋書           | Sui shu                     | [ 1 ] |
| Gautama Siddha | Avhandling om astrologi av Kaiyan Era              | 開元占經       | Kaiyuan Zhanjing            | Under Kejsar Xuanzong av Tangdynastins regim (712 - 756 e.Kr.) Efter analyserande och sammanfattande av verken av Gan De och Shi Shen, nämnde Tang-astronomer namnen på fler än 800 stjärnor som upptäcktes, 121 av dem markerade med positioner. Den astronomiska tabellen av sinus av den indiska astronomen och matematikern Aryabhata, översattes ochkså och inkluderades i Kaiyuan Zhanjing. |
|                | Den stora firmamenta stjärnkatalogen för astrologi | 通占大象曆星經 | Tongzhan taxiangli xingjing | Denna omdöpta stjärnmanual är inkluderad i den daoistiska boken Daozang. |

Wu Xian (巫咸) anses vara en av den kinesiska historiens stora astronomer. Han får ofta representera en av de "Tre stilarna inom astronomisk tradition" tillsammans med Gan och Shi. Författaren till den kinesiska klassiska texten "Mäster Wu Xians stjärnmanual" (巫咸星經) är fortfarande ifrågasatt eftersom den nämner tolv länder som inte existerade under Shangdynastin, den era då den ska ha skrivits. Dessutom var det regel för det dåtida kineserna att sammanfoga verk av viktiga lärda, eftersom detta kunde leda till en möjlig förklaring till de motsägelser som kunde hittas. Wu Xian nämns generellt som en astronom som levde många år före Gan och Shi.
Astronomen och uppfinnaren Zhang Heng (78 - 139 e.Kr.) under Handynastin katalogiserade 2 500 olika stjärnor och över 100 olika stjärnbilder. Zhang Heng publicerade också ditt eget verk Ling Xian, en sammanfattning av olika astronomiska teorier i Kina vid den tiden. Under den efterföljande perioden av De tre kungadömena (220 - 280 e.Kr.) kombinerade Chen Zhuo (陳卓) verk från hans föregångare, vilket skapade ytterligare en stjärnkatalog. Den här gången fanns 283 stjärnbilder och 1 464 stjärnor listade. Astronomen Guo Shoujin av Yuandynastin (1279 - 1368) skapade en ny katalog som tros ha innehållit tusentals stjärnor. Dessvärre förstördes många dokument under den här perioden, inklusive Shoujins verk. Kejserliga Astronomiska Instrument (儀象考成) publicerad år 1757 innehåll exakt 3 083 stjärnor.

### Stjärnkartor

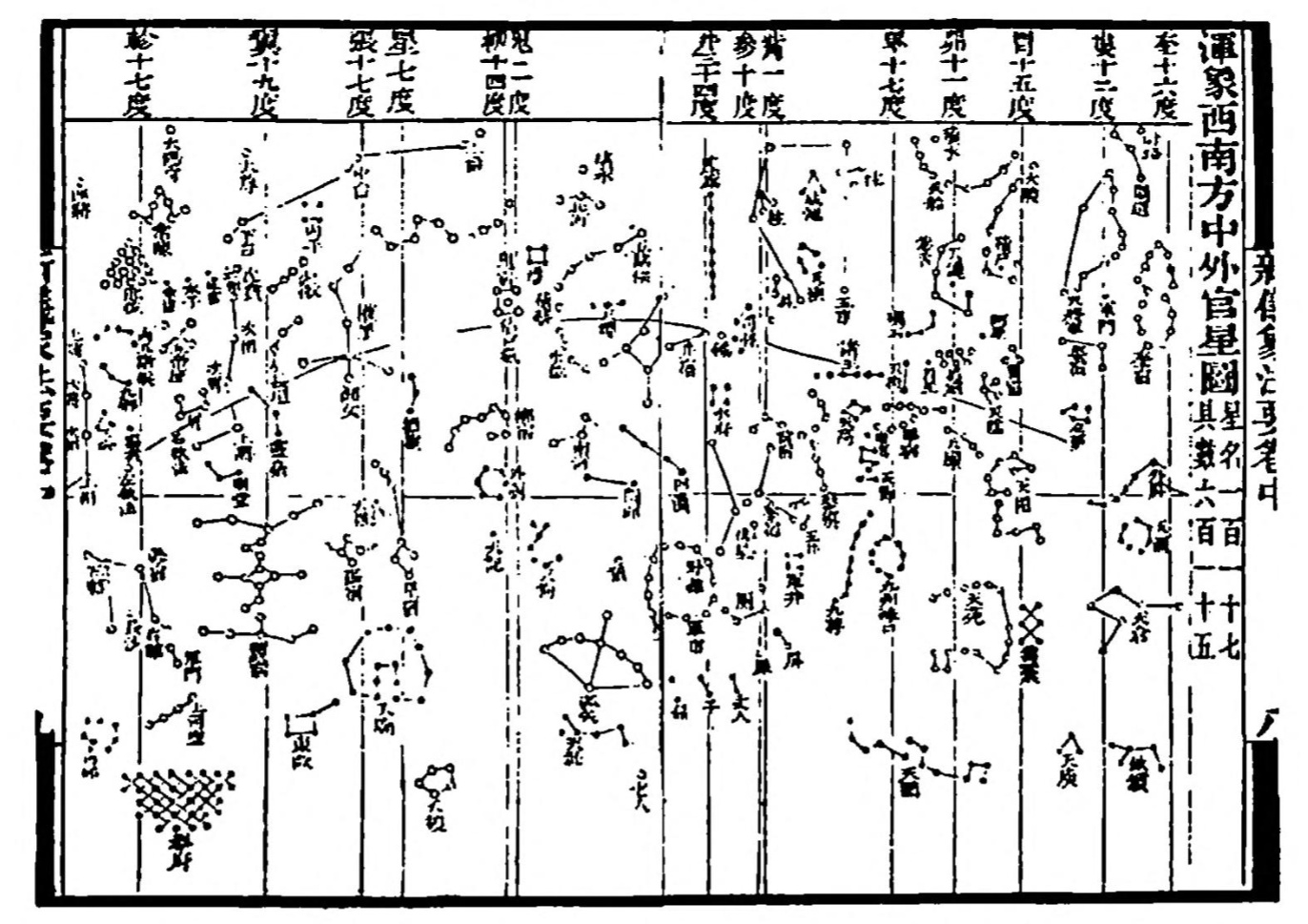
En stjärnkarta med en cylindrisk projektion liknande Mercators projektion, från Su Songs Xin Yi Xiang Fa Yao, 1092. Även om många andra ritades före denna, representerar Su Songs karta den äldsta existerande i tryckt form.

Kineserna ritade många kartor av stjärnor under Kinas historia. Det är omdebatterat vilka som räknas som de äldsta kartorna eftersom keramik och gamla artefakter också kan anses vara stjärnkartor. En av de äldsta existerande kartorna i tryckt form är från Su Songs (1020 - 1101 e.Kr.) himlaatlas från år 1092, vilken var inkluderad i en avhandling om urteknik i hans klocktorn. Den mest kända kartan är kanske Dunhuangkartan, hittad i Dunhuang, Gansu. Den hittades av den ungersk-brittiske arkeologen Marc Aurel Stein år 1907 och togs sedermera till British Museum i London. Kartan var ritat på papper och representerar hela himlen med mer än 1 350 stjärnor. Även om Babylonierna och de gamla grekerna också observerade himlen och katalogiserade stjärnorna tros inga så kompletta noteringar om himlen ha existerat eller överlevt. Därför är den den äldsta kartan över hela himlen vars existens är känd för vetenskapen.
Enligt studier kan kartan betyda att manuskriptet härstammar från 600-talet (Tangdynastin), kartan i sig tros ha skapats mellan år 705 och 710, vilket var kejsare Zhongzongs regeringstid. Vissa västerländska experter anser att kartan är en kopia av tidigare existerande dokument. Det finns vissa texter som beskriver solens rörelser över himlen varje månad som inte kan ha varit baserade på observationer vid denna tidpunkt.

## Mån- och solförmörkelser
Den kinesiska astronomen Shi Shen (300-talet f.Kr.) var medveten om månens betydelse i en solförmörkelse eftersom han gav instruktioner i hans manuskript för att förutse dem med hjälp av månens och solens positioner i förhållande till varandra. Den Strålande påverkan var en teori där det föreslogs att månens ljus inte var mer än en reflektion av solens ljus, vilket stöddes av matematikern och musikteoretikern Jing Fang (78 - 37 f.Kr.), men inte av den kinesiske filosofen Wang Chong (27 - 97 e.Kr.). Wang medger i sina manuskript att denna teori inte var något nytt i Kina. Den kinesiska astronomen och uppfinnaren Shang Heng (78 - 139 e.Kr.) beskrev både solförmörkelse och månförmörkelse i publikationen Ling Xian (靈憲) år 120.

Solen är som eld och månen är som vatten. Elden ger ljus och vatten reflekterar det. Därför är månens ljusstyrka skapad av strålning från solen, och månens mörkhet (pho) beror på att (ljuset av) solen hindras (pi). Sidan som vetter mot solen är fullt belyst och sidan som är vänd bort från solen är mörk. Planeterna (såväl som månen) har egenskapen hos vatten och reflekterar ljus. Ljuset som rinner fram från solen (tang jih chih chhung kuan) når inte alltid månen på grund av hindret (pi) av jorden självt - detta kallas an-hsü, en månförmörkelse. När (en liknande effekt) händer med en planet (kallar vi det) en ockultation (hsing wei); när månen passerar över (kuo) (solens väg) sker en solförmörkelse (shih).

Den senare Songdynasti-vetenskapsmannen Shen Kuo (1031 - 1095) använde modeller av månförmörkelser och solförmörkelser för att bevisa att himlakropparna var runda, inte platta. Detta var i realiteten en förlängning av Jing Fangs och andra tidiga Handynasti-teoretikers tänkande. I hans Meng Xi Bi Tan från år 1088 tog Shen upp en konversation han hade haft med direktören för det astronomiska observatoriet som hade frågat Shen om formen av solen och månen var runda som klot eller platta som solfjädrar. Shen Kuo förklarade hans tänkande för direktören:

Om de var som klot skulle de säkerligen störa varandra när de möttes. Jag svarade att dessa himlakroppar definitivt var som klot. Hur vet vi detta? Genom månens ökande och minskande (ljusstyrka). Månen självt ger inget ljus, men är som ett klot av silver; ljuset är solens ljus (reflekterat). När ljuset på månen först ses är solen nästan jämsides, så att bara sidan lyses upp och ser ut som en båge. När solen gradvis rör sig längre bort skiner ljuset sluttande, och månen är full, rund som en kula. Om halva sidan av en sfär täcks med (vitt) puder och observeras från sidan kommer den täckta delen se ut som en båge; om man beskådar den från framsidan, ser den rund ut. Därför vet vi att himlakropparna är sfäriska.

När han frågade Shen Kuo varför förmörkelser bara skedde vid vissa tillfällen medan konjunktion och opposition skedde en gång dagligen, skrev Shen Kuo:

Jag svarade att ekliptikan och månens vägar är som två ringar, vilka ligger på varandra, men till en viss del separerade. (Om den här oblikviteten inte skulle existera), skulle solen förmörkas varje gång de två kropparna var i konjunktion och månen skulle förmörkas varje gång de var exakt i position. Men trots att de kan inneha samma grad, är de två vägarna inte nära, och därför kommer de naturligtvis inte heller störa varandra.

## Utrustning och uppfinningar

### Armillarsfär (渾儀)

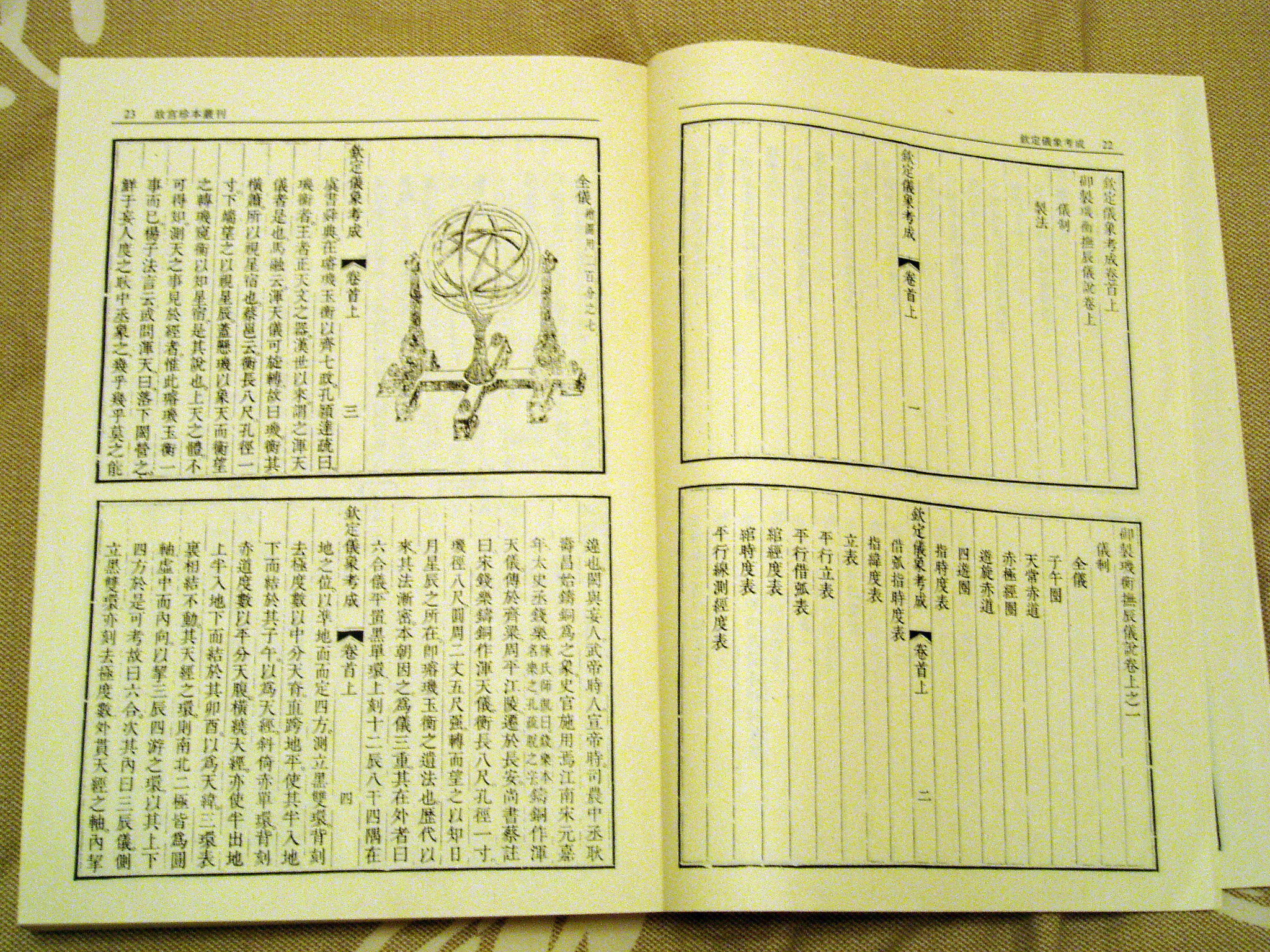
En metod för att göra observationsinstrument vid tiden för Qingdynastin.

De tidigaste utvecklingarna av armillarsfärer i Kina kan dateras tillbaka till astronomerna Shi Shen och Gan De under 300-talet f.Kr., eftersom de var utrustade med ett primitivt armillarinstrument med en enkel ring. Detta skulle ha möjliggjort en mätning av avståndet till nordpolen (去極度, den kinesiska formen av deklination) och mätningar som gav positionen i hsiu (入宿度, den kinesiska formen av rektascension.
Under den Västra Handynastin (202 f.Kr. - 9 e.Kr.) gjordes ytterligare utveckling av astronomerna Luoxia Hong, Xiangyu Wangren och Geng Shouchang vilket förde vidare armillarsfären i dess tidiga utveckling. År 52 f.Kr. introducerade astronomen Geng Shouchang den första permanent fixerade ekvatorialringen på armillarsfären. Under den efterföljande Östra Handynastin (23 - 220 e.Kr.) lade astronomerna Fu An och Jia Kui år 84 till den elliptiska ringen. Den kända statsmannen, astronomen och uppfinnaren Zhang Hengs (78 - 139) arbete var sfären helt komplett år 125 med horisont- och meridianringar. Världens första hydrauliska armillarsfär skapades av Zhang Heng, som styrde denna med hjälp av ett vattenur.

### Förenklad armilla (簡儀)
Den förenklade armillasfären designades av den kända astronomen Guo Shoujing år 1276 och löste många problem som fanns med armillarsfärer på den tiden.
Den primära strukturen innehåller två stora ringar som är perpendikulära till varandra, en är parallell med ekvatorialplanet och är därför kallad "ekvatorialring", den andra är en dubbelring som är perpendikulär mot mitten av ekvatorialringen, roterar runt en axel av metall, och kallas "rektascensionsdubbelring".
Dubbelringeing innehåller en sikt-tub med korshår. Vid observationer skulle astronomen sikta mot en stjärna med sikt-tuben, varefter stjärnans position kunde dechiffreras genom att notera siffrorna på ekvatorialringen och rektascensionsdubbelringen.
En utländsk missionär smälte tragiskt ner instrumentet år 1715. Det överlevande exemplaret byggdes år 1437 och togs till nuvarande Tyskland. Den lagrades sedan i en fransk ambassad under Åttanationsalliansen. Efter påtryckningar från det internationella samfunden gav Tyskland tillbaka instrumentet till Kina. Åra 1933 placerades det i Purpurbergsobservatoriet, vilket lyckligtvis skyddade det från att förstöras under den japanska invasionen. På 1980-talet hade instrumentet allvarligt angripits av rost och gick nästan förlorat. För att återställa föremålet använde regeringen i Nanjing 11 månader på att reparera den.

### Himmelsglob (渾象) före Qingdynastin

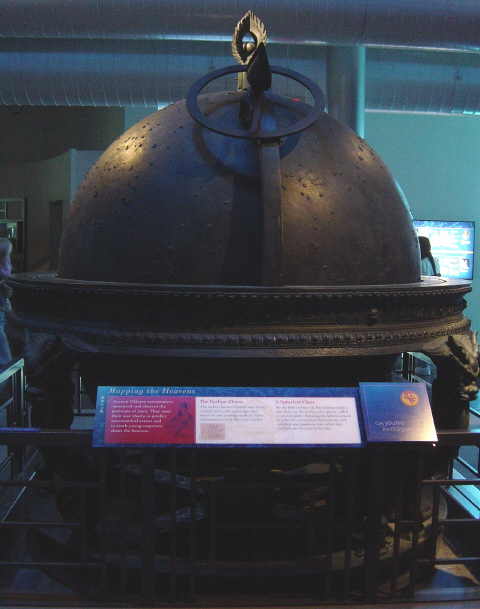
Himmelsglob från Qindynastin.

Vid sidan av stjärnkartor skapade kineserna också himmelsglober som visade stjärnornas positioner som en stjärnkarta och som kan visa hur stjärnhimlen ser ut vid ett specifikt tillfälle. På grund av dess kinesiska namn blandas de ofta ihop med armillarsfär, som bara är ett ord annorlunda på kinesiska (渾象 mot 渾儀)
Enligt noteringar skapades den första himmelsgloben av Geng Shouchang mellan år 70 och 50 f.Kr.. Under Mingdynastin var himmelsgloben vid den tiden en enorm glob som visade de 28 månfashusen, himmelsekvatorn och ekliptikan. Men precis som mycket annat från den här tiden har inga exemplar bevarats till nutid.

### Himmelsglob (天體儀) under Qingdynastin
Himmelsgloberna fick namnet 天體儀 under Qingdynastin. Den i Pekings antika observatorium konstruerades av den belgiska missionären Ferdinand Verbiest år 1673. Till skillnad från andra kinesiska himmelsglober använder den 360 grader istället för de 365,24 som var standard i det gamla Kina. Det är också den första kinesiska globen som visar stjärnor nära Sydpolen.

### Den vattendrivna armillarsfären och himmelsglobtorn (水運儀象台)
Den första att uppfinna de hydrauliskt drivna armillarsfärerna var Zhang Heng under Handynastin. Zhang var välkänd för sitt briljanta bruk av mekaniska växlar och detta var en av hans viktigaste uppfinningar (vid sidan av hans seismograf som kunde avgöra i vilket väderstreck avlägsna jordbävningar hade skett)
Su Song med kollegor började år 1086 bygga ett stort astronomiskt klocktorn som färdigställdes år 1092. Detta var utrustat med en armillarsfär, en himmelsglob och en mekanisk klocka. Konstruktionen styrdes av en spärrhakemekanism och den tidigast kända kedjedriften. Men 35 år senare monterade den invaderande Jurchenarmén ner tornet år 1127 efter att ha intagit huvudstaden Kaifeng. Armillarsfären togs till Peking, men tornet återuppbyggdes aldrig, inte ens av Su Songs son.
Lyckligtvis har två versioner av Su Songs avhandling om klockan överlevt till idag varför det är möjligt för vetenskapen att ändå studera klockans konstruktion.

### Väderstreck och planeternas rörselser
Den kinesiska vetenskapsmannen Shen Kuo (1031 - 1095) var inte bara den första i historien att beskriva den magnetiska nålkompassen, men lyckades också göra en noggrann mätning av skillnaden mellan polstjärnan och det verkliga norr vilket var användbart för navigation. Shen lyckades med detta genom att genomföra nattliga observationer tillsammans med kollegan Wei Pu. Man nyttjade Shens förbättrade design med en bredare sikt-tub så satt polstjärnan kunde observeras så länge man önskade. Utöver polstjärnan etablerade Shen Kuo och Wei Pu också ett projekt med nattliga astronomiska observationer under fem raka år, ett intensivt arbete som skulle utmana även Tycho Brahes senare arbeten i Europa. Shen Kuo och Wei Pu kartlade de exakta koordinaterna för planeterna på en stjärnkarta under det här projektet och skapade teorier om planeternas rörelser.

## Utländskt inflytande

### Indisk astronomi
Indisk astronomi nådde Kina i samband med buddhismens expansion under den Sena Handynastin (25 - 200 e.Kr.). Vidare översättningar av indiska astronomiska verk gjordes under eran av De tre kungadömena (220 - 265). Men den mest detaljerade införlivandet av indisk astronomi skedde under Tangdynastin (618 - 907) när ett antal kinesiska lärda var väl bevandrade i både kinesisk och indisk astronomi. Ett system med indisk astronomi skrevs i Kina ner i Jiuzhi-li (år 718), författaren av detta verk var en indier vid namn Qutan Xida (en översättning av Gautama Siddha) som vid denna tid var direktör för Tangdynastins astronomiska observatorium. Siddha var en astronom och astrolog född i Chang'an, men vars familj ursprungligen härstammade från Indien.
De astronomiska tabellerna med sinus av den indiska astronomen och matematikern Aryabhata översattes till den kinesiska astronomiska och matematiska boken Avhandling om Kaiyuan-erans astrologi (Kaiyuan Zhanjing), vilken sammanställdes år 718 under Tangdynastin. Sammanställaren var tidigare nämnda Gautama Siddha. Han nämns också som översättare av Navagrahakalendern till kinesiska.

### Islamisk astronomi
Muslimska astronomer gavs uppgiften att arbeta med kalendrar och astronomi under Yuandynastin. Kublai Khan förde perser till Peking för att konstruera ett observatorium och en institution för astronomiska studier. Jamal ad-Din, en persisk astronom, introducerade Kublai Khan till sju persiska astronomiska instrument, inklusive en persisk glob och en armillarsfär år 1267. Flera kinesiska astronomer arbetade också vid Maragheh-observatoriet i Maragheh, Persien.

### Kristet inflytande över Kina
Den västerländska vetenskapen introducerades till Kina av Jesuitiska prästastronomer under det sena 1500-talet och det tidiga 1600-talet då också teleskopet togs till Kina. Det första teleskopet nämndes i en kinesisk skrift av Emanuel Diaz (Yang Ma-Nou), som skrev hans Tran Wen Lüe år 1615. År 1626 publicerade Adam Schall von Bell (Tang Ruowang) den kinesiska skriften om teleskop känd som det Yuan Jing Shou (Det långtseende optiska glaset). Kejsare Chongzhen (1627 - 1644) av Mingdynastin införskaffade teleskopet av Johann Schreck år 1634, tio år före Mingdynastins kollaps. Men inflytandet detta fick på den kinesiska astronomin var begränsat.
De jesuitiska missionerna i Kina under 1500- och 1600-talen tog också med de problem som fanns i den västerländska astronomin förknippade med den katolska kyrkans ställning. Efter Galileos konflikt med kyrkan fick jesuiterna order att hålla fast vid den geocentriska världsbilden och ignorera de heliocentriska idéerna som fördes fram av Copernicus med flera, trots att dessa idéer efterhand blev standard i europeisk astronomi. Jesuiterna delade därmed en jordcentrerad och en förlegad astronomi med deras kinesiska värdar. Kineserna var ofta fundamentalt mot detta också eftersom de länge hade ansett (sedan Xuan Yes gamla doktrin) att himlakropparna flöt i ett tomrum av oändlig rymd. Detta motsade synen som jesuiterna förespråkade, vilken till stor del härstammade från Ptolemaios och Aristoteles, med solida koncentriska genomskinliga sfärer, där det inte fanns ett tomrum utan en luftmassa mellan himlakropparna.
Till sist kom Copernicus, Galileos och Tycho Brahes syn att vinna slaget i den europeiska vetenskapen och dessa idéer läckte långsamt till Kina trots jesuiternas försök att slå ner dem till en början. År 1627 introducerade den polska jesuiten Michel Boym (Bu Mige) entusiastiskt Johannes Keplers Coperniska Rudolphina tabeller för Minghovet i Peking. I Adam Schall von Bells kinesiska skrift om västerländsk astronomi år 1640 introducerades namnen Copernicus (Ge-Bai-Ni), Galileo (Jia-li-lüe) och Tycho Brahe (Di-gu) formellt till Kina. Det fanns också jesuiter i Kina som förespråkade Copernicus idéer, såsom Nicholas Smogulecki och Wenceslaus Kirwitzer. Men den Coperniska synen var inte välspridd eller allmänt accepterad vid denna tidpunkt. I Japan hjälpte nederländare japanerna att konstruera det första moderna observatoriet år 1725, vilket stod under ledning av Nakane Genkei, vars astronomer helt accepterade den Coperniska synen. I kontrast till detta accepterades inte denna syn i stort i Kina förrän tidiga 1800-talet, med protestantiska missionärer som Jospeh Edkins, Alex Wylie och John Fryer.